# Anomalia do Mar Báltico
A anomalia do Mar Bático refere-se a interpretações acerca de uma imagem de sonar tirada por Peter Lindberg, Dennis Åsberg e sua equipe sueca de mergulho, a Ocean X, enquanto estavam a procura de um tesouro ao norte do Mar Báltico, no centro do Mar de Bótnia, em junho de 2011. A equipe sugeriu que a imagem de sonar mostrava um objeto com características incomuns de aparente origem não-natural, provocando especulações publicadas em tabloides de que o objeto era um OSNI.
Um consenso de especialistas e cientistas afirma que a imagem provavelmente mostra uma formação geológica natural.

## História
A Ocean X Team, sediada na Suécia, descreve-se como caçadores de tesouros e operadores de resgate especializados em buscas subaquáticas de "bebidas alcoólicas antigas sofisticadas e artefatos históricos" submersos. Segundo a equipe, eles retornaram de uma expedição no Mar Báltico entre a Suécia e a Finlândia com uma imagem de sonar "embaçada, mas interessante" enquanto procuravam um naufrágio antigo no verão de 2011. Eles alegaram que sua imagem mostra um objeto circular de 60 metros de diâmetro com características semelhantes a rampas, escadas e outras estruturas não produzidas pela natureza. O grupo revisitou a área no ano seguinte com a intenção de obter uma imagem mais clara, mas afirmou que uma "interferência elétrica misteriosa" os impediu. Após uma história publicada pelo tabloide britânico Daily Mail em junho de 2012, circularam várias ilustrações inspiradas sendo semelhantes a fotos subaquáticas ou digitalizações de alta resolução, juntamente com rumores de que o objeto poderia ser "um OVNI, um portal para outra dimensão ou um Stonehenge subaquático".
Amostras de rocha supostamente recuperadas na área pela Ocean X foram entregues a Volker Brüchert, professor adjunto de geologia na Universidade de Estocolmo. A análise de Brüchert das amostras indicou que a maioria são granitos, gnaisses e arenitos. Entre as amostras, havia também um único fragmento solto de rocha basáltica (vulcânica), que não está em sua área de ocorrência no fundo do mar, porém não é algo incomum. "Como toda a região do norte do Báltico é tão fortemente influenciada pelos processos de degelo glacial, é provável que a feição e as amostras de rochas tenham se formado em conexão com os processos glaciais e pós-glaciais. [...] Possivelmente essas rochas foram transportadas para lá por geleiras", explicou Brüchert. Os geólogos suecos Fredrik Klingberg e Martin Jakobsson dizem que a composição química das amostras fornecidas se assemelha à dos nódulos que não são incomuns em leitos do mar, e que os materiais encontrados, incluindo limonita e goethita, podem realmente ser formados pela própria natureza.

## Reações
A única imagem do sonar fornecida pelo Ocean X recebeu críticas de várias fontes. Hanumant Singh, do Instituto Oceanográfico Woods Hole, disse que não se pode confiar, porque várias distorções o tornam "praticamente inútil para identificar uma estrutura submarina". Segundo Singh, as distorções são devidas a um instrumento de sonar impreciso e barato, que foi incorretamente conectado e calibrado. Uma reportagem da MSNBC especulou que as interpretações da imagem como um disco voador provavelmente são o resultado de contornos gráficos que sugerem a espaçonave de ficção Millennium Falcon desenhada em cima da imagem do sonar por tabloides.
O cientista Charles Paull, do Instituto de Pesquisa em Aquários da Baía de Monterey, disse à Popular Mechanics que a imagem imprecisa do sonar era mais provável ser de um afloramento rochoso, sedimentos caídos de uma traineira de pesca ou mesmo um cardume. Paull caracterizou a história como "curiosa e divertida, mas muito por nada".
Reagindo a uma foto publicada pelo jornal sueco Expressen, supostamente tirada pelo Ocean X durante um mergulho para coletar amostras de rochas, Göran Ekberg, arqueólogo marinho do Museu Nacional de História Marítima em Estocolmo, disse: "Uma formação geológica natural não pode ser descartada. Concordo que a descoberta parece estranha, pois é completamente circular. Mas a natureza produziu coisas mais estranhas do que isso." Martin Jakobsson, professor de geologia marinha e geofísica da Universidade de Estocolmo também examinou a imagem e disse: "Acho que é algum tipo de arenito. Mas, para deixar as coisas claras, só vi as imagens da mídia e preciso de mais material". antes de fazer uma declaração oficial ". Outros especialistas dizem que a imagem possivelmente mostra um agrupamento de rochas depositadas por geleiras da era do gelo, ou talvez lava em almofada de basalto ou morena.
De acordo com o geomorfólogo planetário finlandês Jarmo Korteniemi, explicações vulcânicas como uma fonte hidrotermal não são plausíveis no Escudo Báltico, pois é um cráton espesso sem vulcanismo ativo após o Proterozóico, e a batimetria regional explica a formação da "pista de pouso" sob a anomalia como parte de um grupo maior de montes semelhantes orientados a NNW-SSE, que ocorrem localizados no fundo do Mar de Bótnia. Korteniemi disse que a "pista de pouso" é provavelmente uma formação rochosa natural, uma drumlin formada por ação glacial.
Jonathan Hill da Mars Space Flight Facility, questionou os motivos envolvidos nos comunicados da Ocean X, que incluíam planos de levar turistas ricos em um submarino para visitar o local. Ele foi citado em 2012 como tendo dito: "Sempre que as pessoas fazem alegações extraordinárias, é sempre uma boa ideia considerar por um momento se elas estão se beneficiando pessoalmente da alegação ou se é uma observação realmente proposta." Ele também sugeriu que seria simples tirar um fragmento e tê-la testada geologicamente, também disse que os resultados de testes mostrando que era simplesmente rocha não teriam beneficiado Peter Lindberg.
Peter Lindberg sugeriu em uma entrevista em 2019 que pode haver uma possibilidade de uma nova expedição por meio de uma produção televisiva na qual eles estejam incluídos.

## Teorias conspiratórias
Embora exista a teoria científica de que possivelmente seja resultado do degelo glacial e de ser meramente uma rocha, quando a história surgiu na internet foram criados diversos boatos. A "culpa" teria sido devido a renderização em 3D da imagem original feita pelo artista Hauke Vagt, pois denota uma aparência mais artificial do objeto. As teorias um tanto fantásticas são:
- Civilização perdida[16]
- Nave alienígena que naufragou[16]
- Dispositivo anti-submarino da II Guerra Mundial[17]
- Torre de tiro de um navio de guerra[17]
- Portal interdimensional[1]
- Bloco de rochas organizadas (como Stonehenge)[1]